# Michel Audureau
Pour les articles homonymes, voir Audureau.
Michel Audureau, né le 7 mai 1941 à Blaye, est un joueur français de basket-ball, évoluant au poste d'ailier.

## Biographie
En club, Michel Audureau évolue à Bordeaux et au Mans.
Il joue pour l'équipe de France de 1962 à 1966, participant au Championnat d'Europe de basket-ball 1963.

## Palmarès
- Équipe de France :
  - 23 sélections entre 1962 et 1966
  - 13e du Championnat d'Europe en 1963

- SCM Le Mans :
  - Champion de France en 1978
  - Vainqueur de la Coupe de France en 1964

## Sources
- Fiche de Michel Audureau sur le site de la Fédération française de basket-ball